# 川村明義
川村 明義（かわむら あきよし、1919年〈大正8年〉9月2日 - 2006年〈平成18年〉6月9日）は、日本の免疫学者、医師。医学博士（東京大学・1957年）。東京大学名誉教授。

## 略歴
新潟県新潟市の新潟医学専門学校病理学教室教授の川村麟也の三男として出生。
1938年（昭和13年）3月に新潟中学校を卒業、1942年（昭和17年）3月に新潟高等学校を卒業、1945年（昭和20年）9月に千葉医科大学を卒業。
1945年（昭和20年）10月に東京帝国大学伝染病研究所第二研究部（部長：田宮猛雄教授）に入所、1949年（昭和24年）に東京大学伝染病研究所第五研究部（部長：田宮猛雄教授）助手に就任。
1951年（昭和26年）に高知県の風土病「土佐のほっぱん」の調査をしていた同僚の佐々学が持ち帰ったサンプルのトサツツガムシの幼虫からリケッチアを検出し、「土佐のほっぱん」はツツガムシ病であることを特定した。
1952年（昭和27年）にツツガムシ病リケッチアの実験中にリケッチアに感染したが回復した。
1959年（昭和34年）7月に東京大学伝染病研究所第二細菌研究部（部長：山本郁夫教授）助教授に就任、1971年（昭和46年）4月に東京大学医科学研究所免疫学研究部教授に就任。 
1980年（昭和55年）3月に東京大学を定年退官、東京大学名誉教授の称号を受称。
墓所は多磨霊園。

## 業績
微生物などを蛍光色素で着色して蛍光顕微鏡で観察する免疫蛍光法を確立して普及させた。また、リケッチア症や上咽頭がんの原因と考えられるEBウイルスの研究でも功績を上げた。

## 栄典・表彰
- 1955年（昭和30年）09月15日 - 第7回保健文化賞「七島熱の総合的研究」[2][8]
- 1958年（昭和33年）00 00 00 - 東京大学伝染病研究所 宮川賞「リケッチアの精製に関する研究」[2]
- 1989年（平成01年）11月11日 - 第33回野口英世記念医学賞「免疫蛍光法の確立と普及」[9]
- 1996年（平成08年）06月29日 - 第1回千葉大学医学部ゐのはな同窓会賞「恙虫病の研究」[6][10]
- 2006年（平成18年）06月09日 - 従四位・瑞宝小綬章[11]

## 著作物

### 編書
- 『FLUORESCENT ANTIBODY TECHNIQUES AND THEIR APPLICATIONS』University of Tokyo Press・University Park Press、1969年。
  - 『FLUORESCENT ANTIBODY TECHNIQUES AND THEIR APPLICATIONS』Second Edition、University of Tokyo Press・University Park Press、1977年。
- 『プリンシパル臨床免疫』藤原道夫[共編]、日本医事新報社、1976年。
  - 『プリンシパル臨床免疫』第2版、藤原道夫[共編]、日本医事新報社、1982年。
- 『免疫 医科研セミナー′77』文光堂〈Bunkodo medical monograph series〉、1980年。
- 『Immunofluorescence in Medical Science』Yuzo Aoyama[共編]、University of Tokyo Press、1982年。
- 『Tsutsugamushi Disease』Hiroshi Tanaka・Akira Tamura[共編]、University of Tokyo Press、1995年。

### 論文
- CiNii収録論文 - CiNii